# Sideroxylon grandiflorum
El tambalacoque (Sideroxylon grandiflorum, anteriormente Calvaria major), o árbol del dodo, es una especie de árbol longevo de la familia Sapotaceae, endémica de la isla Mauricio. El tambalacoque es muy valorado por su madera.[cita requerida]

## Descripción
En 1973 se pensó que esta especie se estaba extinguiendo. Se suponía que había solo trece especímenes, estimados en una edad de al menos trescientos años. La verdadera edad no se puede determinar debido a que el tambalacoque no tiene anillos de crecimiento. Stanley Temple hipotetizó que el dodo, extinto en el siglo XVII, comía sus frutos, y solo pasando a través de su tracto digestivo, podían las semillas germinar. Temple (1977) forzó la alimentación de pavos (Gro. Meleagris) con los frutos y logró germinación. Aunque Temple no trató con otros medios para lograr la germinación, por lo que el rol de los pavos se desconoce. Temple también desconoció reportes sobre semillas de tambalacoque y su germinación de Hill (1941) y de King (1946), quienes habían logrado su germinación sin tratamientos. El tambalacoque es análogo al durazno (Prunus persica); ambos de endocarpio duro, envolviendo la semilla, pero ese endocarpio naturalmente se abre a lo largo de una línea de fractura durante la germinación.
La hipótesis de Temple de necesitar el árbol al dodo ha sido puesta a prueba. Otros han explicado que la declinación de la especie fue exagerada, o que otras especies extintas pudieran también distribuir las semillas, como tortugas, murciélagos frutícolas o el Lophopsittacus mauritianus †. Wendy Strahm y Anthony Cheke, dos expertos en ecología de las Mascareñas, dijeron que un raro árbol germinaba aún sin el dodo. 
La disminución de la especie es posiblemente debido a las especies introducidas, como cerdos y el macaco arbóreo (Macaca fascicularis) y la competencia con plantas introducidas. Catling (2001) en un sumario citando a Owadally y Temple (1979), y Witmer (1991). Hershey (2004) revisó la hipótesis de Temple: dodo-tambalacoque.
Para ayudar a las semillas en germinar, los botánicos usan pavos y cremas bruñidoras de gemas para erosionar el endocarpio y permitir la germinación.

## Taxonomía
Sideroxylon grandiflorum fue descrita por Alphonse Pyrame de Candolle y publicado en Prodromus Systematis Naturalis Regni Vegetabilis 8: 180, en el año 1844.
Sinonimia
- Sapota lessertii A.DC.
- Sideroxylon annithomae Aubrév.
- Sideroxylon lessertii (A.DC.) Baker
- Calvaria grandiflora (A.DC.) Dubard[2]